# Our Frank
Our Frank è un brano del cantante inglese Morrissey.
Primo singolo tratto dall'album Kill Uncle, il disco venne pubblicato il 4 febbraio del 1991 dalla HMV Records e raggiunse la posizione numero 26 della Official Singles Chart.

## Realizzazione
Il testo del brano, che sembra impostato come un dialogo tra Morrissey ed una terza persona, descrive invece una storia di introspezione. Il Frank del titolo, infatti, non sta a rappresentare il nome di una persona, ma è piuttosto usato per descrivere le "sincere (frank, appunto) ed aperte profonde conversazioni" che non portano a nessuna conclusione e che anzi deprimono il protagonista. Nel verso finale, in cui Morrissey canta "Che qualcuno mi distolga dal pensare, dal pensare tutto il tempo", si scopre quindi che queste conversazioni, tanto temute, sono infatti con sé stesso.
La copertina ritrae una foto di Morrissey, realizzata da Pennie Smith. Sul vinile del 7" e del 12" è incisa la frase: FREE RON, FREE REG / DRUNKER QUICKER. Il videoclip promozionale venne realizzato da John Maybury, con immagini girate in esterno, di un gruppo di giovani skinhead che scorazzano per Londra, ed immagini in studio di Morrissey che interpreta il brano.

## Tracce
- UK 7"

1. Our Frank - 3:25
2. Journalists Who Lie - 3:04

- UK 12" / CDs

1. Our Frank - 3:25
2. Journalists Who Lie - 2:43
3. Tony the Pony - 3:04

## Formazione
- Morrissey – voce
- Mark Bedford - basso
- Mark E. Nevin - chitarra
- Andrew Paresi - batteria
- Seamus Beaghen - pianoforte
- Nawazish Ali Kha - violino